# Eleron-5
Eleron-5 (ros. Элерон-5) – prototyp rosyjskiego drona obserwacyjnego opracowanego na potrzeby Sił Zbrojnych Federacji Rosyjskiej.

## Historia
Na bazie bezzałogowca Eleron-3SW firma Eniks SA (ros. ЗАО «ЭНИКС») z Kazania opracowała nową konstrukcję, która otrzymała oznaczenie Eleron-5. Przy zachowaniu prawie takiej samej wagi jak pierwowzór, nowy bezzałogowy statek powietrzny dysponował wydłużonym czasem lotu, zwiększonym zasięgiem oraz poprawioną jakością przesyłanego w trybie rzeczywistszym obrazu terenu. Charakteryzował się również zmniejszonym poziomem hałasu oraz obniżoną sygnaturą termiczną. Poprawie uległa również prędkość wznoszenia oraz rozbudowano moduł przenoszonego wyposażenia. Dron mógł przenosić wyposażenie składające się z kamery wideo, kamery wideo stabilizowanej żyroskopowo z 10-krotnym powiększeniem lub moduł wyposażenia może być dostosowany do potrzeb zamawiającego. Przewidywano wyposażone drona w moduł termowizyjny TV923 do nocnego i dziennego rozpoznania, który w zakresie dalekiej i bliskiej podczerwieni zapewniał w dzień rozdzielczość 1080p.
Dron został przetestowany również podczas działań w Donbasie.
Nowa konstrukcja została zaprezentowana na forum Armia-2017 przez zastępcę głównego projektanta Siergieja Probieżymowa. Kolejne doniesienia o nowym dronie pojawiły się podczas forum Armia-2019. Podano również, że nowa konstrukcja pomyślnie przeszła testy oraz uzyskała akceptację ze strony Sił Zbrojnych Federacji Rosyjskiej.
Z uwagi na uciążliwość uzyskiwania certyfikatów dla nowej konstrukcji zdecydowano się na rezygnację z jej rozwoju. Uzyskane doświadczenia z prac konstrukcyjnych wykorzystano do udoskonalenia drona Eleron-3SW. Opracowany kontener transportowy został wykorzystany podczas projektowania innej konstrukcji – Eleron-7.